# Convois de déportation au départ de la gare de Compiègne
Les convois de déportation au départ de la gare de Compiègne, dans l'Oise, débutent en 1942. Pour les juifs de France, le convoi no  1, en date du 27 mars 1942, et le convoi no  2, en date du 5 juin 1942, partent de Compiègne vers Auschwitz. Le premier train de déportés politiques quitte le camp de Royallieu pour Auschwitz, le 6 juillet 1942.

## Histoire
Durant la Seconde Guerre mondiale, de juin 1941 à août 1944, à Royallieu existe un camp de transit et d'internement. Après Drancy, ce camp est le deuxième camp d’internement de France sous l’Occupation. Il reçoit près de 54 000 personnes : résistants, juifs, condamnés de droit commun. 
Royallieu est le premier centre de déportation des prisonniers politiques. Le premier train de déportés politiques quitte le camp de Royallieu pour celui d'Auschwitz, le 6 juillet 1942.

## Mémoire
À Compiègne, le 23 février 2008, le « Mémorial de l'internement et de la déportation » a été inauguré,,,.